# FBC: Firebreak
《FBC: Firebreak》是2025年第一人称射击游戏，由綠美迪娛樂開發及發行。遊戲對應PlayStation 5、Windows、Xbox Series X/S平台。游戏情节以《控制》为背景。
遊戲在Metacritic的匯總得分為63—66，在OpenCritic的媒體推薦率為24%。

## 外部連結
- 官方网站 （英語）